# 467 Лаура
467 Лаура (лат. 467 Laura) је астероид главног астероидног појаса са пречником од приближно 41,96 km.
Афел астероида је на удаљености од 3,272 астрономских јединица (АЈ) од Сунца, а перихел на 2,613 АЈ.
Ексцентрицитет орбите износи 0,111, инклинација (нагиб) орбите у односу на раван еклиптике 6,450 степени, а орбитални период износи 1844,470 дана (5,049 година).
Апсолутна магнитуда астероида је 10,50 а геометријски албедо 0,063.
Астероид је откривен 9. јануара 1901. године.